# Nguyễn Văn Vĩnh
Compléments
http://www.nguyenvanvinh.net
Nguyễn Văn Vĩnh  (15 juin 1882 - 2 mai 1936) est un journaliste, écrivain et traducteur vietnamien. Il a utilisé de nombreux noms de plume, notamment : Tân Nam Tử, Quan Thành, Tông Gia, Lang Gia, Mũi Tẹt Tử, Đào Thị Loan.
En collaboration avec François-Henri Schneider, il a fondé L'Avenir du Tonkin puis Đông Dương tạp chí ("Magazine des mers d'Orient", en caractères chinois 東洋雜誌)  (1912), premier journal vietnamien laïc en quốc ngữ à Hanoi. Sa publication-sœur en français était France-Indochine.

### Traductions
- Jean de La Fontaine, Fables de La Fontaine
- Truyện trẻ con của Perrault (Les contes de Charles Perrault)
- Abbé Prévost, Mai nương Lệ cốt (Manon Lescaut)
- Alexandre Dumas, Ba người ngự lâm pháo thủ (Les trois mousquetaires)
- Victor Hugo, Những người khốn khổ (Les Misérables)
- Honoré de Balzac, Miếng da lừa (La Peau de chagrin)
- Jonathan Swift, Guy-li-ve du ký (Les Voyages de Gulliver)
- Fénelon, Tê-lê-mặc phiêu lưu ký (Les Aventures de Télémaque)
- Molière: Trưởng giả học làm sang (Le Bourgeois gentilhomme), Giả đạo đức (Le Misanthrope), Người bệnh tưởng (Le Malade imaginaire), Lão hà tiện (L'Avare)
- Lesage, Tục ca lệ (Turcaret)
- Lesage, Chàng Gil Blax xứ Xăngtizan (Gil Blas de Santillane)
- Plutarque, Truyện các danh nhân Hy lạp và La Mã (Vies parallèles des hommes illustres de la Grèce et de Rome)
- Émile Vayrac, Rabelais
- Émile Vayrac, Le parfum des humanités (Sử ký thanh hoa)